# 단기고사
《단기고사》(檀奇古史)는 발해를 건국한 대조영의 아우 반안군왕(般安郡王) 대야발이 8세기경에 편찬했다고 주장하는 역사서이다. 1959년에 출간했던 국한문본과 1990년에 복원한 한문초략본(백산본)이 있다. 
역사학계에서는 내용이 각 시대 상황과 전혀 맞지 않는 점 등으로 20세기에 만든 위서로 평가한다.
‘단기고사(檀奇古史)’는 ‘단군(檀君)과 기자(箕子)의 옛 역사’라는 의미로, ‘전단군조선(前檀君朝鮮)’과 ‘후단군조선(後檀君朝鮮)’으로 나뉜 47대 단군의 재위 기간과 각 시대의 주요 기록, 약 2천여 년에 걸친 역사와, 전단군조선보다 늦게 시작된 기자조선(箕子朝鮮)의 42대 1천여 년의 일을 시대순으로 기술한다.

## 출간 경로 및 유래
- 〈저자의 말〉과 〈중간서(重刊序)〉, 〈출간경로〉에 따르면, 《단기고사》는 728년 대야발이 흩어진 사료를 모아 발해어로 지었으며, 830년경에 황조복(皇祚福)이 한문으로 번역한 것을 구한말 학자인 유응두가 중국에서 발견하여 수십권 등사하였고, 이관구 및 김두화, 이시영이 국한문으로 번역·교열하여 간행하였다고 한다. 그러나 10세기 이후로 원판과 간행본이 소실되었으며, 1949년 간행본을 다시 한문본으로 복원했고, 1959년 정해박(鄭海珀)이 국한문본으로 복원하였고, 현재 남아 있는 것이 이 복원본이다.

- 1990년에 국한문 번역본이 실제 내용과 다름을 지적하여 기억을 되살려 복원하였다는 한문초략본이 공개되었다.[2]

## 내용

### 1959년 국한문본의 구성
1959년에 출간된 국한문본 《단기고사》는 다음과 같이 구성되어 있다.
- 출간 및 책 내용과 관련된 자료
  - 보충 자료 - 역대총계표, 각종 기사, 역대약기, 전단제. 후단제. 기자조선 지도.
  - 단기고사중간사(김재형), 단기고사중간서(정해박), 본사출간경로(김재형, 정해박, 이종국) 등 출간 정보.
  - 보충 자료 - 국조단군칙어, 원본국가, 천부경
  - 단기고사재편서(발해국 대야발)
  - 단기고사중간서(이경직), 단기고사중간서(신채호)
- 본문
  - 제1편 전단군조선
  - 제2편 후단군조선
  - 제3편 기자조선

### 국한문본의 내용
국한문본의 내용을 요약하면 다음과 같다. (한문초략본은 47대 1168년간으로 기록되어 《규원사화》와 비슷하다.)
1. 왕검(王儉)단군 : 재위 93년 (B.C.2512)
2. 부루(扶婁)단군 : 재위 58년
  1. 3년, 도량형 통일 (B.C.2416)[3]
  2. 58년, 일식.
3. 가륵(嘉勒)단군 : 재위 45년
  1. 2년, 국문정음(國文正音)을 정선(精選)
4. 오사구(烏斯丘)단군 : 재위 38년
  1. 7년 배 만드는 곳을 살수 상류에 설치.
5. 구을(丘乙)단군 : 재위 16년
  1. 13년, 혼천기(渾天機)를 제조. 태양 등 항성, 혹성, 중성의 원리와 9개 행성, 지동설을 근본으로 하는 조선역서 제작
6. 달문(達文)단군 : 재위 36년
7. 한율(翰栗)단군 : 재위 54년
8. 우서한(于西翰)단군 : 재위 8년
  1. 7년, 세발 달린 까마귀가 대궐에 들어왔는데, 날개 너비가 석 자였다.
9. 아술(阿述)단군 : 재위 35년
  1. 원년 두개의 태양이 나란히 나와 보는 자 마치 넓은 울타리 같았다.
10. 노을(魯乙)단군 : 재위 58년
  1. 16년, 장백산의 누운 돌이 일어나고, 발해에 용귀(龍龜)가 나타나고, 흑수(黑水) 강가에 금괴가 노출되니 수량이 열한섬이나 되었다.
11. 도해(道奚)단군 : 재위 58년
  1. 48년, 평양에서 만국박람회를 개최. 양수기, 자행윤선차, 경기구, 자발전차, 천문경, 소금천리상응기, 진천뢰, 어풍승천기, 흡기잠수선, 측우기, 측한계, 측서계, 량우계, 측풍계, 사진계 등 제조
12. 아한(阿漢)단군 : 재위 52년
  1. 2년 외뿔 가진 짐승이 송화강 북쪽에 나타났다. 창해역사 여홍성은 비석을 지나며 시를 읊었다.
13. 흘달(屹達)단군 : 재위 61년
  1. 16년, 지방자치제 실시.
  2. 20년, 법정학교(法政學校) 설립
  3. 태양의 원리 및 빛이 7개로 나뉘어 있고 흡수하면 검은 색이, 반사하면 흰색이 된다는 것을 검증.
  4. 50년 오성이 모여들고 누런 학이 날아와 뜰의 소나무에 깃들었다.
14. 고불(古弗)단군 : 재위 60년
  1. 56년 관리를 사방에 보내어 호구조사. 총계 1억 8000만 명.
15. 벌음(伐音)단군 : 재위 51년
16. 위나(尉那)단군 : 재위 58년
  1. 28년 만국의 제후들을 영고탑에 모이게 하여 회의.
17. 여을(余乙)단군 : 재위 68년
  1. 20년, 일식.
18. 동엄(冬奄)단군 : 재위 49년
19. 종년(縱年)단군 : 재위 55년
20. 고홀(固忽)단군 : 재위 43년
  1. 40년 공을홀이 천하의 지도(세계지도)를 제작하여 바쳤다.
21. 소태(蘇台)단군 : 재위 52년
22. 색불루(索弗婁)단군 : 재위 48년
23. 아홀(阿忽)단군 : 재위 75년
24. 연나(延那)단군 : 재위 11년
  1. 10년, 정치원론 저술
25. 솔나(率那)단군 : 재위 89년
  1. 39년 영고탑으로 도읍을 옮김(후 단군조선), 서여가 기자조선 건국 (B.C.1291)
26. 추로(鄒盧)단군 : 재위 65년
27. 두밀(豆密)단군 : 재위 26년
28. 해모(奚牟)단군 : 재위 28년
  1. 11년 태풍이 일어나 폭우가 쏟아지니, 천하의 육지에 고기가 어지럽게 흩어져 있었다.
29. 마휴(摩休)단군 : 재위 34년
  1. 8년  여름에 지진이 일어났다.
  2. 9년 가을에 남해(南海)의 조수가 석자(三尺)나 물러났다.
30. 내휴(奈休)단군 : 재위 35년
31. 등올(登兀)단군 : 재위 25년
32. 추밀(鄒密)단군 : 재위 30년
  1. 13년, 3월 일식.
33. 감물(甘勿)단군 : 재위 24년
34. 오루문(奧婁門)단군 : 재위 23년
  1. 10년, 두 해(兩日)가 함께 떠오르듯 왕무(黃霧)가 사방을 덮었다.
35. 사벌(沙伐)단군 : 재위 68년
  1. 6년, 황충의 피해와 홍수.
  2. 8년, 일식.
36. 매륵(買勒)단군 : 재위 58년
  1. 28년, 지진과 해일이 있었다. (B.C.855)[4]
  2. 30년, 성리학, 심리학 저술
  3. 35년, 용마가 천하에서 나왔는데 등에는 별무늬가 있었다.
  4. 50년, 의학화학 저술
37. 마물(麻勿)단군 : 재위 56년
38. 다물(多勿)단군 : 재위 45년
39. 두홀(豆忽)단군 : 재위 36년
  1. 21년 일식.
40. 달음(達音)단군 : 재위 18년
41. 음차(音次)단군 : 재위 20년
  1. 4년, 종교론 저술
42. 을우지(乙于支)단군 : 재위 10년
  1. 5년, 지리학, 광물학 저술
43. 물리(勿理)단군 : 재위 25년
  1. 8년, 논리학원본설 저술
44. 구물(丘勿)단군 : 재위 40년
  1. 3년, 일식.
  2. 5년, 동물 및 식물학 저술
  3. 16년, 백과서 저술
45. 여루(余婁)단군 : 재위 55년
  1. 28년, 의학대방 저술
  2. 40년, 자본론 저술
46. 보을(普乙)단군 : 재위 46년
47. 고열가(古列加)단군 : 재위 58년
  1. 22년, 건축학 저술
  2. 25년, 종수학(種樹學) 저술
  3. 기자조선 멸망, 위만조선 건국 (B.C.194)

- 고조선의 치세 기간은 기원전 2512년 ~ 기원전 416년에 해당되며, 47대 2096년간 지속되었다. 평균 재위 기간은 44년 7개월이다. 기록상 전단조선의 치세 기간은 1214년간으로 되어 있는데, 실제로 계산하면 1222년간이다.
- 기자조선의 치세 기간은 기원전 1291년 ~ 기원전 194년에 해당되며, 42대 1097년간 지속되었다. 평균 재위 기간은 26년이다.[5]
- 국한문본 《단기고사》와 《환단고기》 〈단군세기〉에는 그 연대는 서로 다르나 왕의 명칭 및 재위 기간은 거의 일치하는 50여 건의 유사한 기록들을 찾아볼 수 있다.[6]
- 국한문본 《단기고사》〈기자조선〉의 기록은 《환단고기》의 〈번한세가〉의 내용과 왕의 명칭과 업적 등에서 많은 공통점이 있다.

## 진위 논란
단기고사에는 근대 용어가 등장하거나 당시 시대상으로 도저히 있을 수 없는 기록 등 여러 가지 심각한 모순이 있다. 역사학계는 연구용 역사 자료로 채택하지 않는다.

### 천문 기록의 연구
국한문본 《단기고사》에 기록한 10여 건의 천문 관련 기록 실재 여부를 연구한 논문을 발표했었으나, 그 내용에 논란이 있었다. 논문의 내용과 반론을 정리하면 다음과 같다.
- 주장 - 오성취합은 250년에 한 번 정도 일어나는데, 기록과 실제 현상은 1년밖에 차이나지 않는다. 썰물 기록도 200년 사이에 가장 큰 썰물이 4년의 오차로 기록되었다. 이는 매우 적은 확률이며, 기록을 임의로 조작할 확률도 매우 적다.
- 반론 - 논문은 국한문본 《단기고사》가 위작일 경우 막연하게 꾸며내었다고 가정하지만, 동양 천문학의 지식이 있다면, 특히 천체의 위치 계산 공식을 완성했던 조선 세종시대 이후라면 옛 천문현상을 예측할 확률은 높다.

연구의 기준 연대는 고조선이 기원전 2333년에 건국하였다고 가정했으며, 《환단고기》의 연대를 따랐다. 그러므로 《단기고사》의 연대로 같은 작업을 실행할 경우 약 200년의 오차가 생기는 문제가 있다. 오성취합은 20년에 한 번 일어나는 현상으로 1년의 오차를 생각한다면 1/6 정도의 아주 높은 확률이다.

### 조선민주주의인민공화국의 연구
단군조선을 47대의 왕조로서 기록한 것은 긍정적으로 평가하나, 지나치게 긴 재위 연대에는 현실성에 의문을 제기하여 사료로 채택하지 않는다. 시대와 맞지 않는 내용, 근대 이후에 사용한 용어 등 많은 부분이 후대에 위조 가필하였다고 판단하며, 《단기고사》 초략본(백산본)을 별도로 주목하였다. 기자조선(奇子朝鮮)의 기록과 나머지 기록들은 전부 받아들이지 않았고, 전조선·후조선의 시대 구분만을 채택하였다.

### 내용상의 모순
- 서지 사항(출간 연도와 원본)
  - 국한문본 《단기고사》는 한문 원본이 소실되어 존재하지 않는다. 1949년 간행본에 대한 기록도 알 수 없고, 1959년의 국한문 번역본 이전의 것도 없다. 1990년에 공개한 한문초략본은 국한문본과 완전히 다른 내용이다.
  - 일부 환단고기 추종자들이 1907년에 공개했다고 주장하지만, 김교헌이나 신채호의 글에 《단기고사》에 대한 언급이 전혀 없다.
  - 국한문본에서 1907년에 썼던 이경직의 서문에 1910년 이후부터 사용한 명칭인 ‘대종교’가 등장한다.
  - 대야발의 서문은 천통 31년에 썼다고 하나, 대조영은 재위 기간이 20년이었으며, 뒤이은 무왕은 ‘인안’의 연호를 사용하였다.
- 시대와 맞지 않는 내용 및 어휘(정체 불명의 기계)
  - 미술관, 지구성, 원심력, 만국박람회 등의 근대에 등장한 용어를 사용하였다. 기구와 전화, 엑스레이와 잠수선, 비행기, 사진이 등장하고, 신하가 임금에게 서양의 칸트-라플라스가 주장한 성운설의 내용을 소개하기도 한다.
  - ‘회기(會期)를 정하고 백성에게 참정권(參政權)을 허락하여 매년 8월 1일 정기회의 날짜로 정했다.’라는 기록 등 근대적 용어와 개념을 사용했다.
- 재위 연도의 모순
  - 단기고사에는 고조선이 2096년에 모두 47대로, 기자조선이 1097년에 42대로 기록한다. 왕의 수는 비슷한데 다스린 재위기간은 무려 2배 차이가 난다. 단기고사에 기록한 왕들의 평균 재위 연대는 45년 가까이 되어 상식과 어긋난다(후반부에 존재했던 것으로 기록된 기자조선은 41대 1052년으로 기록되어 평균 재위 연대가 26년으로 계산된다.). 조선민주주의인민공화국의 학계에서는 이 점을 들어 단기고사의 기록이 전부 날조되었다고 판단한다.
  - 《단기고사》에 따르면, 기자조선이 전단조선 19세 단군 종년(규원사화는 구모소 임금)부터 시작했으며, 이후 1097년간 지속했다. 위만조선의 시작 연대를 일반적인 기원전 194년으로 가정하면, 전단조선의 시작 연대는 기원전 2512년이 된다. 일반적인 기원전 2333년과는 179년의 차이가 난다. 《환단고기》〈단군세기〉는 기원전 2333년을 고조선의 시작 연도로 기록한다.
  - 박병섭의 〈단군과 기자 관련 사료를 통해 본 《환단고기》의 역사성 검토〉에서 후단조선과 기자조선의 동일 내용에 대한 심각한 시대 불일치로 자체의 기간 정합성이 없음을 지적하였다.

## 같이 보기
- 환단고기
- 가림토
- 대동사강
- 제국주의

## 참고 문헌 및 링크
- 대야발 원저, 정해박 역, 《단기고사(檀奇古史)》, 충북신보사(忠北新報社), 1959
- 고동영 역, 《단기고사(檀奇古史)》, 한뿌리, 1990
- 조인성, 韓末 檀君關係史書의 再檢討 :《神檀實記》·《檀奇古史》·《桓檀古記》를 中心으로, 국사관논총 제3집 (1989. 10), 國史編纂委員會
- 이상시, 檀君實史에 관한 文獻考證, 고려원, 1990 中 제3장 5절 《檀奇古史》·《桓檀古記》·《帝王年代歷》에 대한 文獻考證
- 박창범, 하늘에 새긴 우리역사, 김영사, 2002
- 박창범, 라대일, 「단군조선시대 천문현상기록의 과학적 검증」, 《한국상고사학보》, 14, 95, 1993
- 이문규, 현대 천문학을 이용한 역사 해석에서 나타나는 문제, 전국역사학대회 과학사분과 발표문, 2003
- 허종호, 고조선력사개관, 사회과학출판사 남- 도서출판 중심 펴냄, 2001
- 박병섭, 「단군과 기자 관련 사료를 통해 본 『한단고기』의 역사성 검토, 한국종교사학회, 2003
- 《한국민족문화대백과》 - '단기고사'
- 박광용, 「대종교 관련 문헌에 위작 많다 2」, 《역사비평》, 1992